# Radio Multikulti
Radio Multikulti (Eigenschreibweise: radiomultikulti; früher auch: RADIOmultikulti) war ein an Einwanderer in Deutschland und Interessenten ausländischer Kultur und Musik gerichtetes Hörfunkprogramm des Rundfunk Berlin-Brandenburg (RBB). Gesendet wurde Popmusik aus aller Welt, unter anderem Tango aus Argentinien, Salsa aus Kuba, Rap aus dem Senegal und Bollywood-Musik aus Indien. Der Sender war über UKW-Frequenzen in Berlin, Frankfurt (Oder) und Cottbus und im Kabel empfangbar. Europaweit und in Nordafrika konnte Radio Multikulti per Satellit (Astra) empfangen werden, weltweit über einen Livestream.

## Geschichte
Sendestart war am 18. September 1994, damals noch unter dem Namen SFB 4 Multi Kulti. Wellenchef war Friedrich Voß, auf dessen beharrliche und jahrelange und letztlich gegen alle Widerstände erfolgreiche Vorarbeiten die Einrichtung dieser Welle zurückging. Moderatorensprache war von 6:00 bis 17:00 Uhr deutsch, ab 17:00 Uhr wurde in verschiedenen Sprachen gesendet. Von 22:05 bis 6:00 Uhr morgens wurden Weltmusik-Radioshows verschiedener Hörfunksender (BBC, WDR usw.) übertragen. Das Programmkonzept war im deutschsprachigen Raum einzigartig, lediglich Funkhaus Europa (heute COSMO) vom WDR und von Radio Bremen verfolgte ab 1998 ein ähnliches Konzept; beide Sender sendeten teilweise auch ein gemeinsames Programm. Am 31. Dezember 2008 um 22:00 Uhr wurde Multikulti aufgrund fehlender Finanzmittel beim RBB eingestellt.
Von 1997 bis 2005 wurde Radio Multikulti auch über Mittelwelle ausgestrahlt. Dazu wurde die Frequenz 567 kHz des Senders Berlin Stallupöner Allee genutzt, auf der zuvor das Programm von SFB 1 ausgestrahlt wurde.
Stattdessen wird seit dem 1. Januar 2009 über die ehemaligen Frequenzen von Radio Multikulti das Programm von COSMO ausgestrahlt. Einige ehemalige Mitarbeiter und Freunde führen ausgewählte Programme von Radio Multikulti seit dem 31. Dezember 2008 um 22:05 Uhr als privates Internetradio unter dem Namen radio multicult2.0 weiter. Der Erfolg dieses Projektes bescherte den ehrenamtlichen Mitarbeitern seit Mai 2010 wieder die Möglichkeit, täglich sechs Stunden von ihrem vierundzwanzigstündigen Programm auf der nicht kommerziellen Frequenz 88,4 MHz zu senden. Seither trägt der Sender den Namen multicult.fm Weiterhin gibt es seit März 2011 ein gläsernes Sendestudio in der Marheinekehalle in Kreuzberg.

## Proteste gegen die geplante Schließung des Senders

Altes Senderlogo

Der Freundeskreis Radio Multikulti wurde im Juni 2008 gegründet. Es handelt sich hierbei um eine Hörerinitiative aus ungefähr 100 Mitgliedern, die es sich zum Ziel gesetzt hatte, die Einstellung des Radiosenders zu verhindern. Aktiv unterstützt wurde der Freundeskreis vor allem von der Werkstatt der Kulturen, die beispielsweise einen Raum für die wöchentlichen Treffen zur Verfügung stellte, sowie von ver.di.
Der Freundeskreis Radio Multikulti sammelte dazu vom Mai 2008 an über 30.000 Unterschriften, versuchte aber auch Prominente als öffentliche Fürsprecher zu gewinnen. So widmete der WOMEX-Präsident Christoph Borkowsky Akbar, der auf dem TFF Rudolstadt 2008 den Ehren-RUTH erhielt, diesen Preis Radio Multikulti und trug bei der Verleihung ein T-Shirt mit der Aufschrift „Schafft zwei, drei, viele radiomultikulti“. Auch Stephen Marley, Sohn von Bob Marley, bezog im Gespräch mit Mitgliedern des Freundeskreises Stellung für den Erhalt des Senders. Chambao, die spanische Flamenco-Chill-Band, solidarisierte sich während eines Konzertes in der Arena Treptow, indem sie ein spanischsprachiges Plakat der Initiative in die Höhe hielten. Berliner Künstler und Bands wie beispielsweise P.R. Kantate und Nosliw nahmen eine Solidaritäts-CD mit dem Titel „muss bleiben!“ auf, deren Erlös dem Freundeskreis Radio Multikulti zugutekommen sollte.
Zudem brachte die Initiative eine Moratoriumsforderung in die öffentliche Debatte. Demnach sollte die Schließung der Welle zunächst auf Ende 2009 verlegt und bis dahin ein tragfähiges Finanzierungskonzept durch den RBB erarbeitet werden. Die Forderung fand großen Widerhall in der Berliner Presse und Politik. Im Fortschrittsbericht des Nationalen Integrationsplans (Oktober 2008) kritisierte die AG Medien die Schließung des Senders deutlich.
Stipe Erceg, Dieter Hildebrandt, Gitte, Elmar Altvater, Jutta Limbach, Rita Süssmuth, Sarah Wiener, Julia Franck, Dunja Hayali, Wladimir Kaminer und viele andere hatten am 30. Oktober 2008 einen offenen Brief an den RBB gerichtet als „Prominentenappell“, Radio Multikulti zu erhalten und weiterzuentwickeln.

## Radio multicult2.0/multicult.fm
Als Reaktion auf die Schließung des Senders Radio Multikulti entstand Radio multicult2.0 vorerst als Internetradio, welches zu Beginn für kurze Zeit auf einem Hausboot, der „MS Heiterkeit“, produziert wurde. Seit der Sender stundenweise auf Frequenz 88,4 MHz (teilweise 90,7 MHz) zu empfangen ist, trug er den Namen Multicult.fm. Zum 1. April 2023 endete seine Aktivität.